# Partit Colorado (Uruguai)
El Partit Colorado (en castellà i oficialment Partido Colorado) és el tercer partit polític de l'Uruguai després del Front Ampli i del Partit Nacional de l'Uruguai, i com aquest darrer és de centredreta. Va donar suport a la dictadura militar el 1973. Reconeix com a fundador al General Fructuoso Rivera. És el partit que més temps ha governat a l'Uruguai.
La seva bandera és vermella amb un sol o estel groc. De la seva bandera deriva el seu nom.

## Resultats electorals

### Eleccions legislatives
| Any  | Vots                         | Vots                         | %                            | Diputats                     | +/–                          | Senadors                     | +/-                          | Govern                       | Pos.                         |
| ---- | ---------------------------- | ---------------------------- | ---------------------------- | ---------------------------- | ---------------------------- | ---------------------------- | ---------------------------- | ---------------------------- | ---------------------------- |
| 1916 | 60,420                       | 60,420                       | 41.2%                        | 87 / 218                     | 87                           |                              |                              |                              | 2n                           |
| 1917 | 63,617                       | 63,617                       | 49.4%                        | Desconegut                   |                              |                              |                              |                              | 1r                           |
| 1919 | Separat en diverses faccions | Separat en diverses faccions | Separat en diverses faccions | Separat en diverses faccions | Separat en diverses faccions | Separat en diverses faccions | Separat en diverses faccions | Separat en diverses faccions | Separat en diverses faccions |
| 1922 | Separat en diverses faccions | Separat en diverses faccions | Separat en diverses faccions | Separat en diverses faccions | Separat en diverses faccions | Separat en diverses faccions | Separat en diverses faccions | Separat en diverses faccions | Separat en diverses faccions |
| 1925 | Separat en diverses faccions | Separat en diverses faccions | Separat en diverses faccions | Separat en diverses faccions | Separat en diverses faccions | Separat en diverses faccions | Separat en diverses faccions | Separat en diverses faccions | Separat en diverses faccions |
| 1928 | Separat en diverses faccions | Separat en diverses faccions | Separat en diverses faccions | Separat en diverses faccions | Separat en diverses faccions | Separat en diverses faccions | Separat en diverses faccions | Separat en diverses faccions | Separat en diverses faccions |
| 1931 | Separat en diverses faccions | Separat en diverses faccions | Separat en diverses faccions | Separat en diverses faccions | Separat en diverses faccions | Separat en diverses faccions | Separat en diverses faccions | Separat en diverses faccions | Separat en diverses faccions |
| 1933 | Separat en diverses faccions | Separat en diverses faccions | Separat en diverses faccions | Separat en diverses faccions | Separat en diverses faccions | Separat en diverses faccions | Separat en diverses faccions | Separat en diverses faccions | Separat en diverses faccions |
| 1934 | 139,832                      | 139,832                      | 56.1%                        | 55 / 99                      | 5                            | 15 / 30                      | 15                           |                              | = 1r                         |
| 1934 | Senat                        | 125,981                      | 57.0%                        | 55 / 99                      | 5                            | 15 / 30                      | 15                           |                              | = 1r                         |
| 1938 | 219,362                      | 219,362                      | 58.4%                        | 64 / 99                      | 9                            | 15 / 30                      | =                            |                              | = 1r                         |
| 1938 | Senat                        | 219,375                      | 60.6%                        | 64 / 99                      | 9                            | 15 / 30                      | =                            |                              | = 1r                         |
| 1942 | 328,596                      | 328,596                      | 57.1%                        | 58 / 99                      | 6                            | 19 / 30                      | 4                            |                              | = 1r                         |
| 1942 | Senat                        | 328,599                      | 57.2%                        | 58 / 99                      | 6                            | 19 / 30                      | 4                            |                              | = 1r                         |
| 1946 | 310,556                      | 310,556                      | 46.3%                        | 47 / 99                      | 11                           | 15 / 30                      | 4                            |                              | = 1r                         |
| 1946 | Senat                        | 310,390                      | 46.3%                        | 47 / 99                      | 11                           | 15 / 30                      | 4                            |                              | = 1r                         |
| 1950 | 433,628                      | 433,628                      | 52.3%                        | 53 / 99                      | 6                            | 17 / 30                      | 2                            |                              | = 1r                         |
| 1950 | Senate                       | 433,440                      | 52.9%                        | 53 / 99                      | 6                            | 17 / 30                      | 2                            |                              | = 1r                         |
| 1954 | 444,429                      | 444,429                      | 50.6%                        | 51 / 99                      | 2                            | 17 / 31                      | =                            |                              | = 1r                         |
| 1958 | 379,062                      | 379,062                      | 37.7%                        | 38 / 99                      | 13                           | 12 / 31                      | 5                            |                              | 2n                           |
| 1962 | 521,231                      | 521,231                      | 44.5%                        | 44 / 99                      | 6                            | 14 / 31                      | 2                            |                              | = 2n                         |
| 1966 | 607,633                      | 607,633                      | 49.3%                        | 50 / 99                      | 6                            | 16 / 30                      | 2                            |                              | = 2n                         |
| 1971 | 681,624                      | 681,624                      | 41.0%                        | 41 / 99                      | 9                            | 13 / 30                      | 3                            |                              | 1r                           |
| 1984 | 777,701                      | 777,701                      | 41.2%                        | 41 / 99                      | =                            | 13 / 30                      | =                            |                              | = 1r                         |
| 1989 | 596,964                      | 596,964                      | 29.03%                       | 30 / 99                      | 11                           | 9 / 30                       | 4                            |                              | 2n                           |
| 1994 | 656,426                      | 656,426                      | 32.3%                        | 32 / 99                      | 2                            | 11 / 31                      | 2                            |                              | 1r                           |
| 1999 | 703,915                      | 703,915                      | 32.8%                        | 33 / 99                      | 1                            | 10 / 30                      | 1                            | Coalició                     | 2n                           |
| 2004 | 231,036                      | 231,036                      | 10.36%                       | 10 / 99                      | 23                           | 3 / 30                       | 7                            | Oposició                     | 3r                           |
| 2009 | 392,307                      | 392,307                      | 17.02%                       | 17 / 99                      | 7                            | 5 / 30                       | 2                            | Oposició                     | = 3r                         |
| 2014 | 305,699                      | 305,699                      | 12.89%                       | 13 / 99                      | 4                            | 4 / 30                       | 2                            | Oposició                     | = 3r                         |
| 2019 | 300,177                      | 300,177                      | 12.80%                       | 13 / 99                      | =                            | 4 / 30                       | =                            | Coalició                     | = 3r                         |
| 2024 | 392,592                      | 392,592                      | 16.89%                       | 17 / 99                      | 4                            | 5 / 30                       | 1                            | Oposició                     | = 3r                         |